# Aleksandra Folta
Aleksandra Folta (ur. 2 marca 1993) – polska siatkarka grająca na pozycji przyjmującej. Obecnie występuje w drużynie Impel Gwardia Wrocław.

## Kariera
- Impel Gwardia Wrocław (2010-)